# Đợt tấn công thứ 5
Đợt tấn công thứ 5 (tiếng Anh: The 5th Wave) là một bộ phim hành động khoa học viễn tưởng do J Blakeson đạo diễn, với kịch bản của Susannah Grant, Akiva Goldsman và Jeff Pinkner, dựa trên cuốn tiểu thuyết cùng tên của Rick Yancey. Phim có sự tham gia của Chloë Grace Moretz, Nick Robinson, Ron Livingston, Maggie Siff, Alex Roe, Maria Bello, Maika Monroe và Liev Schreiber.
Bắt đầu bấm máy vào tháng 3 năm 2012, khi Sony mua lại bản quyền bộ ba của phim, với công ty sản xuất GK Films của Graham King và Material Pictures của Tobey Maguire. Phim thu về 109 triệu USD so với kinh phí 38 triệu USD. Phim khởi chiếu tại Việt Nam ngày 15 tháng 1 năm 2016.

## Nội dung
Ở Ohio, cô gái trẻ tên Cassie Sullivan cầm khẩu súng M4 Carbine đi từ trong rừng vào một trạm xăng bị bỏ hoang. Cô đã bắn chết một người đàn ông bị thương vì hiểu lầm anh ta cầm súng nhưng thực ra đó là cây Thánh giá. Phim bắt đầu kể lại toàn bộ sự việc. Thời gian trước đó, một con tàu khổng lồ của người ngoài hành tinh đã đến xâm lược Trái đất, giống loài ngoài hành tinh này được loài người gọi là "The Others". Chúng đã tổ chức những đợt tấn công nhằm tiêu diệt loài người.
Mười ngày sau, bọn Others tổ chức Đợt tấn công đầu tiên là tạo ra hiện tượng xung điện từ vô hiệu hóa toàn bộ nguồn điện, thông tin liên lạc, động cơ của những phương tiện giao thông. Đợt tấn công thứ hai là động đất và sóng thần, phá hủy nhiều đảo và thành phố ven biển trên thế giới. Ở Ohio, Hồ Erie cũng ngập lụt, Cassie và cậu em trai là Sam đã thoát chết bằng cách leo lên cây. Đợt tấn công thứ ba là dịch cúm gia cầm lây lan khắp hành tinh. Dân số thế giới bị giảm dần, mẹ của Cassie cũng nằm trong số những nạn nhân thiệt mạng. Đợt tấn công thứ tư là bọn Others ký sinh trên cơ thể loài người và giết những người khác.
Cassie, Sam và bố của họ sống cùng với khoảng 300 người khác trong một trại tị nạn trong rừng. Vài ngày sau, một đơn vị quân đội ghé vào khu trại, Đại tá Alexander Vosch thông báo rằng đoàn xe sẽ đưa những trẻ em đến Căn cứ không quân Wright–Patterson, sau đó họ sẽ quay lại đón những người lớn. Cassie vô tình bị tách ra khỏi Sam, cô chứng kiến quân đội thảm sát những người lớn, trong đó có bố của cô. Cassie quyết định đến căn cứ để giải cứu Sam, trên đường đi cô bị bắn bởi một xạ thủ bắn tỉa và ngất xỉu. Một tuần sau, Cassie tỉnh lại trong nhà của Evan Walker, chàng trai đã cứu cô. Cassie đồng ý để Evan đi cùng cô đến căn cứ, cả hai nảy sinh tình cảm nhưng Cassie bất ngờ phát hiện ra Evan là một Other. Evan tiết lộ rằng hành tinh của anh đã cử anh đến Trái đất làm gián điệp, tuy nhiên anh đã có nhân tính từ khi nhìn thấy Cassie nên quyết định chống lại chính giống loài của mình. Anh cũng cảnh báo rằng Vosch và quân đội ở căn cứ chính là bọn Others.
Ở căn cứ, quân đội huấn luyện những trẻ em thành chiến binh rồi cử chúng đi làm nhiệm vụ giết chóc, biến chúng thành Đợt tấn công thứ năm để giết những người sống sót khác. Sam trở thành thành viên trong đội của Ben Parish, một người bạn của Cassie lúc còn đi học. Ben đã nhận ra sự xấu xa của quân đội nên bảo các đồng đội bỏ trốn trước, còn cậu quay về căn cứ để giải cứu Sam. Cassie xâm nhập vào căn cứ, cô và Ben hội ngộ và hai người cùng đi tìm Sam. Evan cũng đến đặt bom phá hủy cả tòa nhà. Quân đội sau đó di tản những trẻ em đến nơi khác bằng máy bay. Cassie, Ben và Sam chạy thoát thành công với sự giúp đỡ của các đồng đội của Ben. Cassie suy nghĩ rằng sức mạnh của hi vọng là động lực của loài người để tồn tại trong cuộc chiến này.